# 利希特瑙 (巴登-符腾堡州)
利希特瑙（德語：Lichtenau，發音：[ˈlɪçtənaʊ] ⓘ）是德国巴登-符腾堡州卡尔斯鲁厄行政区拉施塔特县的城市，面积27.62平方千米，人口为人。